# Nicolás Cabré
Nicolás Cabré (Buenos Aires, 6 febbraio 1980) è un attore argentino.

## Vita privata
Dal 2012 al 2013 ha avuto una relazione con l'attrice María Eugenia Suárez, da cui il 18 luglio 2013 è nata Rufina.

## Filmografia

### Cinema
- Fuga de cerebros, regia di Fernando Musa (1998)
- Yepeto, regia di Eduardo Calcagno (1999)
- Déjala correr, regia di Alberto Lecchi (2001)
- Ciudad del sol, regia di Carlos Galettini (2003)
- Tres de corazones, regia di Sergio Renán (2007)
- Papá por un día, regia di Raúl Rodríguez Peila (2009)
- ¡Atraco!, regia di Eduard Cortés (2012)
- Solo para dos, regia di Roberto Santiago (2013)
- Alma, regia di Diego Rougier (2015)
- Libro de la Memoria: Homenaje a las víctimas del atentad, regia di Matías Bertilotti - cortometraggio (2017)

### Televisione
- El club de los baby sitters – serie TV, 3 episodi (1993)
- Son de diez – serie TV, 158 episodi (1992-1995)
- ¡Hola Papi! – serie TV, 52 episodi (1995)
- Carola Casini – serie TV, 42 episodi (1997)
- Gasoleros – serie TV, 462 episodi (1998-1999)
- Vulnerables – serie TV, 1 episodio (2000)
- Ilusiones – serie TV, 138 episodi (2000)
- Tiempofinal – serie TV, 2 episodi (2000-2001)
- Son amores – serie TV, 463 episodi (2002-2004)
- Sin código – serie TV, 97 episodi (2004-2005)
- Botines – miniserie TV, 3 episodi (2005)
- Al Límite, regia di Diego Palacio – miniserie TV, 9 episodi (2006)
- Por amor a vos – serie TV, 226 episodi (2008)
- Botineras – serie TV, 142 episodi (2009-2010)
- Los únicos – serie TV, 210 episodi (2011-2012)
- Mis amigos de siempre – serie TV, 158 episodi (2013-2014)
- Variaciones Walsh – serie TV (2015)
- Susana Giménez – serie TV, 1 episodio (2016)
- Cuéntame cómo pasó – serie TV, 68 episodi (2017)
- El Host – miniserie TV, 1 episodio (2018)
- Tu Parte del Trato – serie TV, 8 episodi (2019)
- Mi hermano es un clon – serie TV, 151 episodi (2018-2019)

## Teatro
- Algo en común (1995)
- El cartero (2000)
- Son amores (2002)
- El gran regreso (2004)

## Riconoscimenti
- Condor d'argento
  - 1998 – Candidatura al migliore nuovo attore per Fuga de cerebros
- Premio Martín Fierro
  - 2002 – Candidatura al miglior attore in serie/commedia per Son amores
  - 2003 – Candidatura al miglior attore in serie/commedia per Son amores